# Hockey su ghiaccio agli VIII Giochi asiatici invernali
Le competizioni di hockey su ghiaccio agli VIII Giochi asiatici invernali si sono svolte dal 18 al 26 febbraio 2017 al Mikaho Gymnasium, al Tsukisamu Gymnasium e al Hoshioki Skating Rink di Sapporo, in Giappone.

## Podi
| Evento                      | Oro        | Argento       | Bronzo     |
| Torneo maschile (dettagli)  | Kazakistan | Corea del Sud | Giappone   |
| Torneo femminile (dettagli) | Giappone   | Cina          | Kazakistan |

## Medagliere
| Posiz. | Nazione       | Oro | Argento | Bronzo | Totale |
| ------ | ------------- | --- | ------- | ------ | ------ |
| 1      | Kazakistan    | 1   | 0       | 1      | 2      |
| 1      | Giappone      | 1   | 0       | 1      | 2      |
| 3      | Corea del Sud | 0   | 1       | 0      | 1      |
| 3      | Cina          | 0   | 1       | 0      | 1      |
| Totale | Totale        | 2   | 2       | 2      | 6      |